# Zodiac Mindwarp and the Love Reaction
Zodiac Mindwarp And The Love Reaction ist eine britische Hard-Rock-Band um den Frontmann Mark Manning, alias Zodiac Mindwarp.

## Mark Manning und Zodiac Mindwarp
Manning hatte nach seinem Kunststudium keine musikalischen Ambitionen und kam laut eigener Aussage durch einen Zufall zur Musik, als ihn im Bus der Musikmanager Dave Balfe ansprach. Er arbeitete zu der Zeit als Grafikdesigner für das Magazin Flexipop und schuf Zodiac Mindwarp als comichaftes Alter Ego, ohne besondere Karriereabsichten.
Bis heute arbeitet Manning weiterhin als Künstler und macht Ausstellungen.

## Musikalische Erfolge
Die größten Erfolge waren die Singles Prime Mover und Backseat Education vom Album Tattooed Beat Messiah (1988). Außerdem stammt von ihnen das Original von Alice Coopers Hit Feed My Frankenstein (enthalten auf dem Album Hoodlum Thunder).
Kid Chaos (auch als „Haggis“ bekannt) spielte später Bass bei The Cult und gründete The Four Horsemen.
1997 spielte die Band zusammen mit dem Killing-Joke-Gründungsmitglied Martin Glover (Youth) unter dem Namen Zodiac Youth die Psychedelic-Trance-CD devils circus ein, die unter dem Label von Youth (Dragonfly Records) veröffentlicht wurde.

## Diskografie

### EPs
- 1986: Wild Child
- 1986: High Priest of Love
- 1993: My Life Story

### Alben
- 1988: Tattooed Beat Messiah
- 1991: Hoodlum Thunder
- 1993: Live At Reading (Live-Album)
- 1994: One More Knife
- 2002: I Am Rock
- 2004: Weapons of Mass Destruction (Live-Album)
- 2005: Rock Savage
- 2010: We Are Volsung

### Videoalben
- 2005: Pandora’s Grisly Handbag (Doppel-DVD)